# Luigi Rossi (Politiker, 1864)

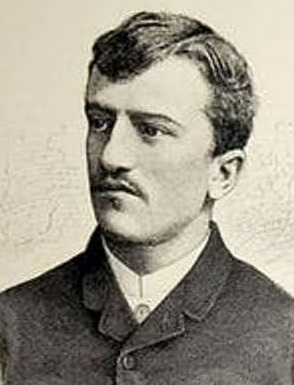
Luigi Rossi

Luigi Rossi (* 21. Juni 1864 in Castelrotto (Gemeinde Croglio); † 11. September 1890 in Bellinzona) war ein Schweizer Rechtsanwalt, Politiker, Tessiner Grossrat und Staatsrat der Konservativen Partei (CVP).

## Leben
Luigi Rossi wurde als Sohn des Fortunato Rossi von Castelrotto und seiner Frau Franceschina Maderni geboren. Er studierte im Kollegium Rosmini in Domodossola und im Kollegium Visitazione di Gesù in Fürstentum Monaco; nachher von 1883 bis 1887 studierte er Rechtswissenschaft an der Katholieke Universiteit Leuven, wo er sein Doktorat erlangte. Er absolvierte seine Praktika in der Anwaltskanzlei von Gioachimo Respini in Locarno. 
Im Jahr 1885 war Rossi Mitgründer und 1886 Präsident der Studentenverbindung Lepontia sowie aktives Mitglied des Piusvereins; von 1889 bis 1890 sass er für die Konservative Partei im Tessiner Grossrat und 1890, mit erst 26 Jahren, wurde er Staatsrat. Am 26. April 1890 übernahm er, unter dem Vorsitz von Gioachimo Respini, die Leitung der Justiz- und Polizeidepartemente.
Während des Angriffs der Radikalen vom 11. September 1890 (Tessiner Putsch) gegen die konservative Kantonsregierung wurde er auf der Schwelle des Regierungsgebäudes von Bellinzona ermordet. Nach diesen Ereignissen kam es zu einer tiefgreifenden Veränderung des politischen Systems im Tessin, so wurde 1892 die Proporzwahl von Regierung und Parlament eingeführt.
Der Prozess gegen den Mörder Angelo Castioni fand am 14. Juli 1891 in Zürich statt und endete mit einer in Abwesenheit ausgesprochenen Strafe von acht Jahren Gefängnis, der sich Castioni in England entzog. Er wurde nie ausgeliefert. Sein gewaltsamer Tod machte Luigi Rossi zum konservativen Märtyrer.
Luigi Rossis Mutter vermachte ihr Vermögen wohltätigen Zwecken und gründete namentlich das Spital Rossi in Capolago.